# Jean-Charles Worth

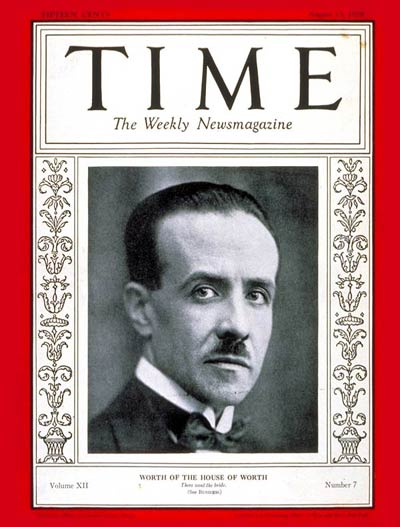
Jean-Charles Worth op de voorpagina van Time in augustus 1928

Jean-Charles Worth (1881–1962) was van 1910 tot zijn pensioen in 1952 creatief directeur van het modehuis Worth. Hij was een achterkleinzoon van de Engelsman Charles Frederick Worth (1826-1895) die het huis had opgericht en er het meest toonaangevende modehuis van Parijs, en daarmee van de wereld, had gemaakt.
Zijn vader Gaston-Lucien Worth was de eerste president van de Chambre Syndicale de la Haute Couture Française, de vakorganisatie van couturiers geweest. In 1910 namen Gaston's beide zonen Jean-Charles Worth en Jacques Worth de leiding als creatief en financieel directeur op zich.
Aan het begin van de eeuw was Worth een van de eerste huizen die de trend van het japonisme en oriëntalisme ook in de mode naar voren liet komen. Het silhouet van de vrouw veranderde in deze mode waarin kleding ruim viel.
In 1924 bracht Worth voor het eerst een parfum op de markt. Het door Maurice Blanchet gecomponeerde parfum kreeg de naam "Dans La Nuit". De fles werd door de beroemde glaskunstenaar René Lalique ontworpen. De parfums werden toevertrouwd aan een apart bedrijf dat "Les Perfumes Worth" ging heten. Tussen 1924 en 1947 werden 20 parfums op de markt gebracht waarvan het in 1932 geïntroduceerde "Je Reviens" het grootste succes werd.
In 1950 werd het modehuis Worth overgenomen door het modehuis Paquin. In 1952 ging Jean-Charles Worth met pensioen. Het huis stopte in 1956 met het maken van couture. De dagen van de grote couturehuizen leken toen geteld.